# Karkissa
Karkissa era un país de l'occident de l'Àsia Menor. S'identifica amb Karkiya (Cària) o bé, encara que més improbable, amb un territori al nord de Mísia a la costa de la mar de Màrmara (Propòntida).
El seu únic moment històric rellevant conegut va ser quan el rei de Seha Manapa-Tarhunta I en temps del rei hitita Arnuwandas II va ser expulsat de la seva terra pel seu germà que va prendre el poder. Arnuwandas va regnar molt poc temps, i el seu germà i successor Mursilis II va encomanar a la gent de Karkissa que l'acollís. El rei hitita va compensar a la ciutat amb diverses concessions. Més tard, Mursilis es queixa de què Manapa-Tarhunta es va girar contra ell, aliat amb Uhha-Ziti.
En el tractat signat per Alaksandu de Wilusa i el rei Muwatallis II poc després del 1300 aC, es va acordar que Alaksandu participaria en les campanyes, ell personalment, tant si hi anava el rei hitita com si no, sobretot les que s'iniciessin des de Karkissa, el Regne de Masa o els territoris de Lukka.